# Buddleja davidii
Buddleja davidii, llamada popularmente arbusto de las mariposas, es una especie perteneciente a la familia de las escrofulariáceas. Originaria del noroeste de China y Japón, su uso se ha extendido como planta ornamental por los jardines de todo el mundo, pero en muchos lugares se ha comportado como especie exótica invasora. 

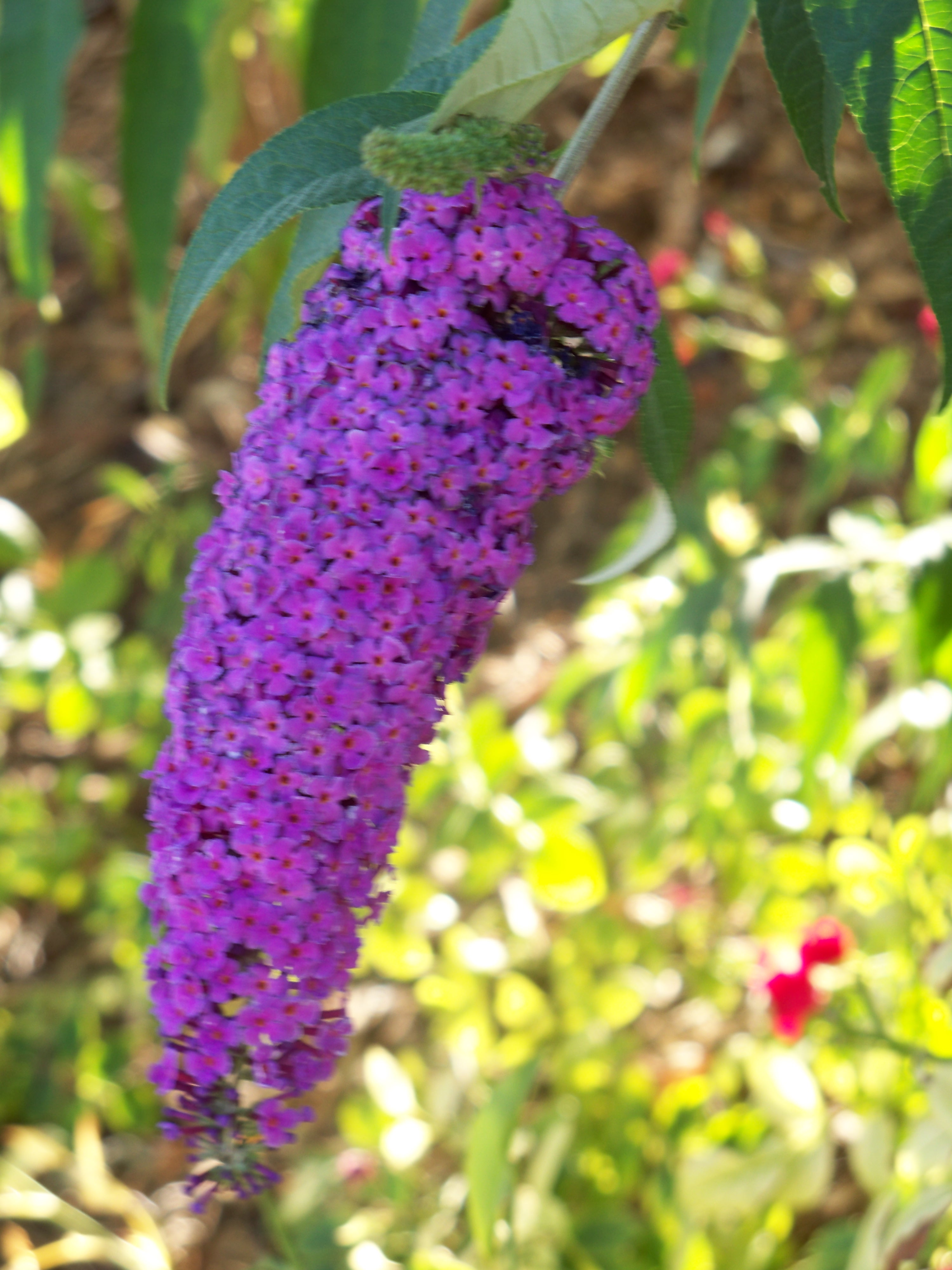
Inflorescencia.

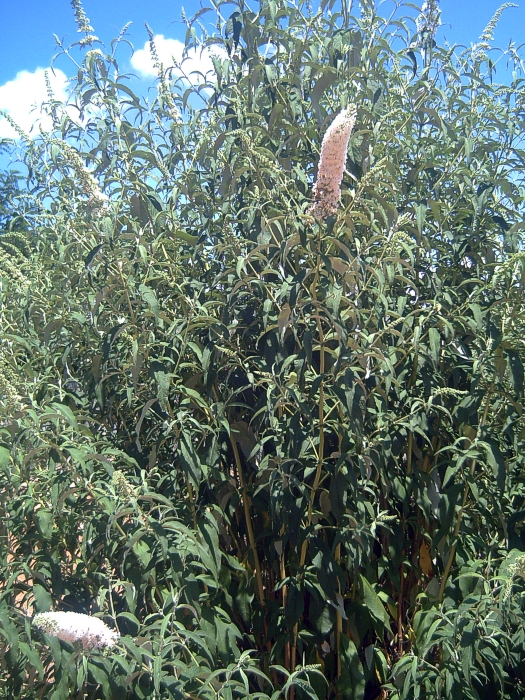
Vista de la planta.

## Descripción
Arbusto perennifolio que alcanza unos 2-3 m de altura. Hojas lanceoladas, de color verde por el haz y blanquecino por el envés. Entre primavera y otoño, sus ramas arqueadas portan en sus extremos flores agrupadas en inflorescencias densas, de diversos colores según la variedad, muy perfumadas. Estas atraen a las mariposas, que se alimentan de su néctar.

## Cultivo
Requiere suelos ligeros, bien drenados, aunque aguanta los calizos. Clima templado, resistiendo el frío sin dificultad. Exposición soleada. Se debe podar anualmente en invierno, para que se produzcan nuevos brotes que florecerán en sus extremos. Se reproduce por esquejes, en invernadero de multiplicación.

## Especie invasora
Buddleja davidii se ha naturalizado en Australia y en la mayor parte de ciudades del centro y sur de Europa, donde se extiende con facilidad por baldíos y jardines. Puede ser invasora en muchas regiones, incluido las islas británicas y Nueva Zelanda. Además, en los EE. UU., se ha naturalizado a partir de escapes de cultivos, y ha sido clasificada como planta dañina en los estados de Oregón y Washington.

### En España
Debido a su potencial colonizador y constituir una amenaza grave para las especies autóctonas, los hábitats o los ecosistemas, esta especie ha sido incluida en el Catálogo Español de Especies Exóticas Invasoras, regulado por el Real Decreto 630/2013, de 2 de agosto, estando prohibida en España su introducción en el medio natural, posesión, transporte, tráfico y comercio.

## Taxonomía
Buddleja davidii fue descrita por  Adrien René Franchet y publicado en Nouvelles archives du muséum d'histoire naturelle, sér. 2, 10: 65. 1887.
Etimología
Buddleja: nombre genérico otorgado en honor de Adam Buddle, botánico y rector en Essex, Inglaterra.
davidii: epíteto otorgado en honor de Armand David, un misionero naturalista francés que la descubrió en 1869.
Sinonimia:

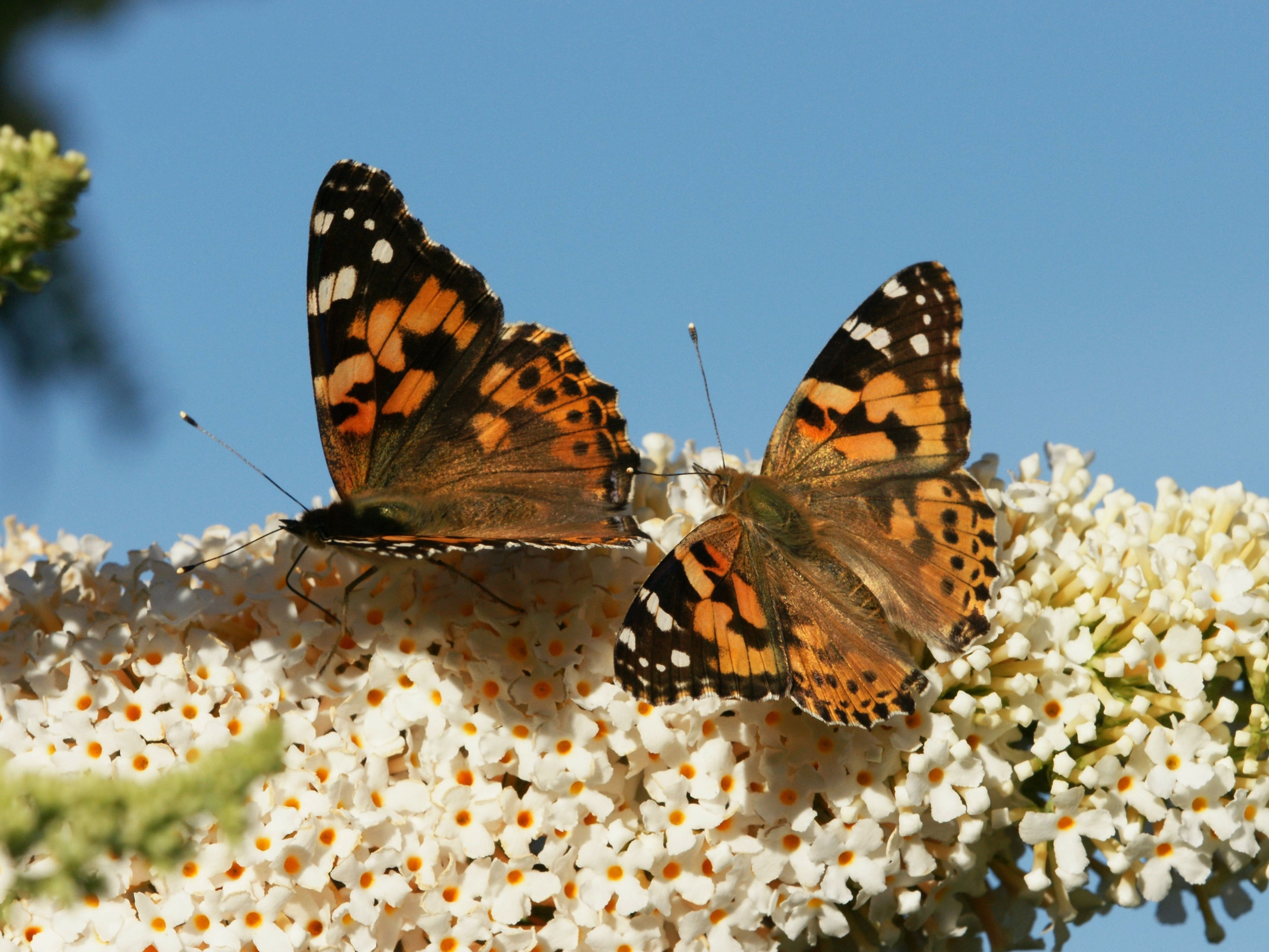
Mariposa aliméntadose sobre una variedad blanca.

| - Buddleja shaanxiensis Z.Y.Zhang - Buddleja shimidzuana Nakai - Buddleja striata Z.Y. Zhang - Buddleja striata Z.Y. Zhang ex Govaerts - Buddleja striata var. zhouquensis Z.Y. Zhang - Buddleja variabilis Hemsl. - Buddleja variabilis var. magnifica E.H.Wilson - Buddleja variabilis var. nanhoensis Chitt. - Buddleja variabilis var. prostrata C.K.Schneid. - Buddleja variabilis var. superba Veitch - Buddleja variabilis var. veitchiana Veitch - Buddleja variabilis var. wilsonii E.H.Wilson |